# Jesenice (Chorvatsko)
Jesenice, nebo též často Krilo-Jesenice, je vesnice, přímořské letovisko a turisty často vyhledávaná lokalita v Chorvatsku v Splitsko-dalmatské župě, spadající pod opčinu Dugi Rat. Nachází se pod pohořím Omiška Dinara, mezi letovisky Dugi Rat a Podstrana, asi 7 km severozápadně od Omiše. V roce 2011 zde trvale žilo 2 089 obyvatel.
Jesenice se skládá z pěti hlavních částí – Jesenice, Krilo, Orij, Suhi Potok a Sumpetar.